# Леопольд Йосиф фон Даун
Леопольд Йосиф фон Даун (нім. Leopold Joseph Graf von Daun; 24 вересня 1705, Відень — 5 лютого 1766, Відень) — імперський граф, фельдмаршал, Головнокомандувач Австрійської імператорської армії (1758–1763) під час Семирічної війни, президент Придворної військової ради (1762–1766).

## Життєпис
Леопольд Йосиф Марія, імперський граф Даун, походив зі знатного роду Даун. Його мати була графиня Марія Барбара фон Герберштейн. Згідно з бажанням свого батька Віріха Філіпа Графа Дауна, він мав стати священником, але потім вирішив піти на військову службу. Пройшов бойове хрещення в Сицилії у війні за французьку спадщину (1718). Споріднені зв'язки полегшили швидку кар'єру: у війні за польську спадщину, в Італії, він уже полковник під керівництвом власного батька, в російсько–турецькій війні (1735–1739) — генерал–майор. Підвищений до фельдмаршала–лейтенанта, він воював у війні за австрійську спадщину, спочатку проти пруських військ у Сілезії, потім під проводом принца Карла Лотаринзького проти французів. 
Під час Другої сілезької війни він брав участь у битвах під Гогенфрідбергом та отримав звання фельдцейхмейстра (1745). Після війни очолив реорганізацію австрійської армії, розробивши в 1749 році єдиний статут. 14 грудня 1751 року заснував Терезіанську військову академію та став її першим директором. У 1753 році отримав нагороду Орден Золотого руна, 7 липня 1754 року підвищений до фельдмаршала. Сприяв перепроєктуванню замку в Ладендорфі (Нижня Австрія), додавши йому двоповерховий бальний зал. В 1755 році придбав замок Вальзе в Нижній Австрії.

### Стосунки з імператорською сім'єю
Завдяки своїй дружині, Марії Йозефі, вдові графа Ностіц, мав сильні зв'язки при імператорському дворі, користувався непохитною прихильністю та довірою Марії–Терезії. Відносини з імператрицею представляють ключову позицію в оцінці дій Дауна. Це повністю суперечило його колишньому командиру Карлу Лотаринзькому, який описував його як «підлесливого балакуна», наприкінці власної кар'єри. У міру зростання свого впливу Даун узяв собі за звичку писати імператриці принаймні раз на день. Однак він робив це лише тоді, коли мав повідомити хороші новини. Якщо він хотів висловити критику, він завжди писав їхньому секретарю, який потім передавав це опосередковано.
Відданий йому наказ заснувати згадану вище військову академію також свідчить про особливу довіру Марії–Терезії до виняткової уваги Дауна до деталей та його організаторського таланту. У той час при терезіанському дворі були фельдмаршали, які могли б взяти на себе це завдання на почесних засадах. У ретроспективі, однак, саме цей тісний зв’язок з імператрицею став причиною краху Дауна. Інтенсивне листування з Віднем показує, що він найбільше боявся підвести імператорське подружжя і втратити те, чого вони досягли досі завдяки сміливим операціям.

### Семирічна війна
Семирічний війну зустрів у Моравії. Прийшовши на допомогу австрійським військам, обложеним у Празі, розбив 18 червня 1757 року прусську армію при Коліні. Королю Пруссії Фрідріху II довелося піти з Богемії. Перемога при Коліні зруйнувала міф про непереможність прусського короля. На ознаменування цієї перемоги Марія–Терезія заснувала Військовий орден Марії Терезії. Фельдмаршал став першим воєначальником, який отримав Великий хрест цього ордена.
Спільно з головнокомандувачем принцом Карлом Лотаринзьким, 22 листопада 1757 року, розбив при Бреслау війська герцога Августа Вільгельма Брауншвейг–Бевернського. 5 грудня 1757 року армія Карла Лотаринзького і Леопольда Дауна зазнала нищівної поразки в битві при Лейтені, після якої Карл Лотаринзький залишив посаду Головнокомандувача Австрійської імператорської армії. Новим головнокомандувачем став Леопольд Йосиф фон Даун.
З ім'ям Дауна пов'язана перемога над Фрідріхом II при Гохкірху 14 жовтня 1758, в нагороду за цю перемогу російська імператриця Єлизавета прислала йому золоту зброю, прикрашену діамантами. 5 листопада 1760 року програв битву при Торгау, в якій був тяжко поранений. Відбувши для одужання до Відня, перебував там до 1762 року. Після повернення в армію, в тому ж 1762 р. зазнав поразки в битвах при Буркерсдорфі (21 липня) і Райхенбаху (16 серпня).
Ставши ще під час війни президентом Гофкрігсрату (Придворної військової ради), після війни і до самої смерті в 1766 продовжував розпочату ним в 1740–х  роботу з реорганізації австрійської армії.
Леопольд фон Даун похований у каплиці Св. Георгія августинської церкви у Відні.

## Вшанування
- Леопольд Йосиф фон Даун був майстерним тактиком, мав славу прекрасного організатора, полководця, чиї рішення завжди були зважені і до останніх деталей продумані. Названий сучасниками австрійським Фабієм Кунктатором.
- Ще до закінчення Семирічної війни Даун замовив у фламандського художника Гіацинта де Ла Пеньї дві великі батальні картини, які мали увінчати успіхи генерала. Це «Набіг на прусський табір під Гохкірхом 14 жовтня 1758 року» (нім. „Überfall auf das preußische Lager bei Hochkirch am 14. Oktober 1758“) та нім. „Finkenfang bei Maxen“. На обох картинах можна побачити Дауна, в Гохкірху в переможній позі на білому коні, що піднімається, на Максені він приймає меч від переможеного генерала Фінка. Картини знаходяться в постійній експозиції Військово-історичного музею у Відні.
- Імператорською резолюцією Франца Йосифа від 28 лютого 1863 року Леопольд фон Даун включений до списку «Найвідоміших воєначальників і генералів Австрії, гідних вічного наслідування», на честь і пам’ять про яких також встановлено стату'ю в натуральну величину. Пам'ятник створений в 1871 році з каррарського мармуру скульптором Йоганном Зільбернаґлем та відкритий самим імператором Францем Йосифом.

- Сучасні казарми Збройних сил Австрії у Вінер–Нойштадті були названі «нім. Daun Barracks» на честь полководця. Австрійський композитор Йоганн Непомук Фукс присвятив йому «Марш фельдмаршала Дауна».

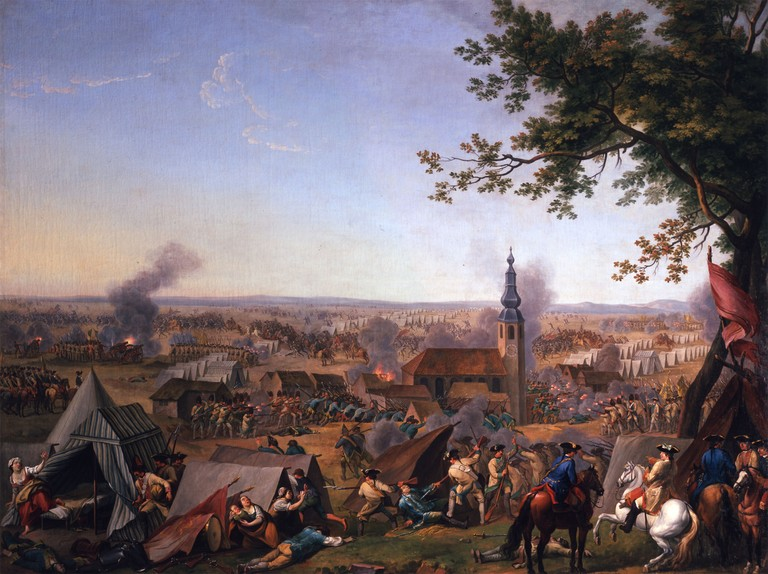
Der Überfall bei Hochkirch am 17. Oktober 1758
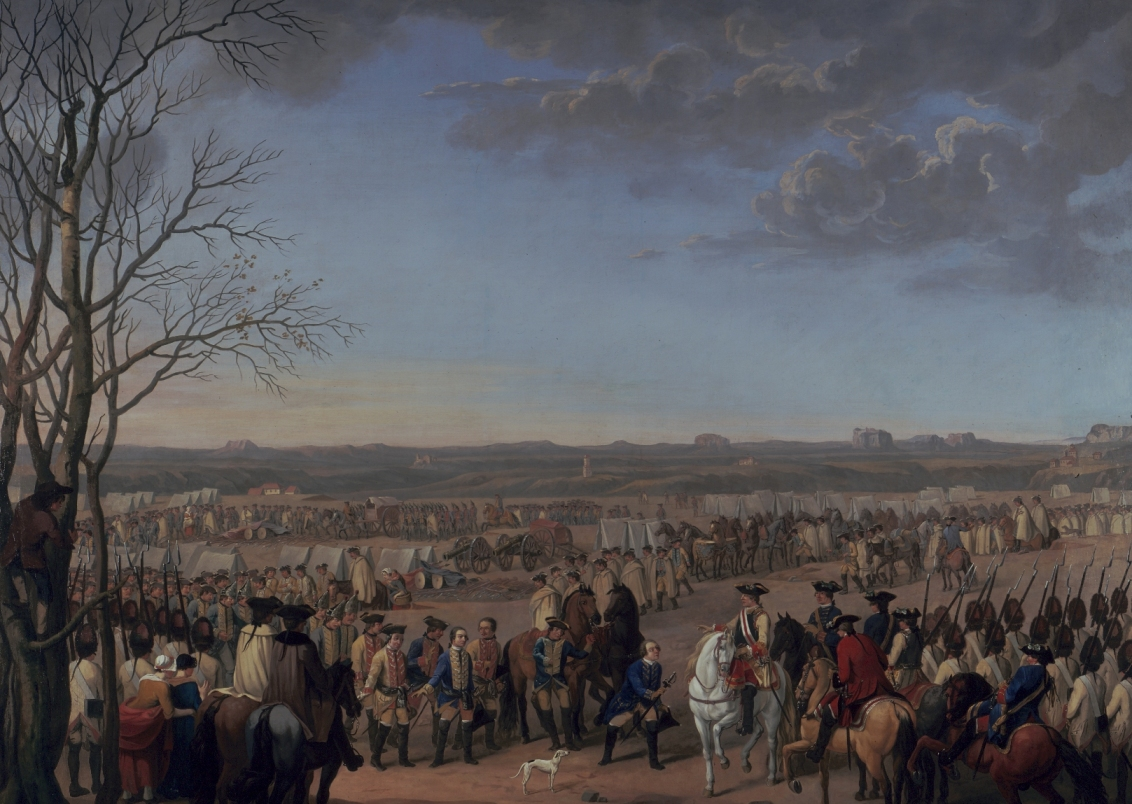
Das preußische Corps Fink streckt seine Waffen nach der Schlacht bei Maxen am 21. November 1759
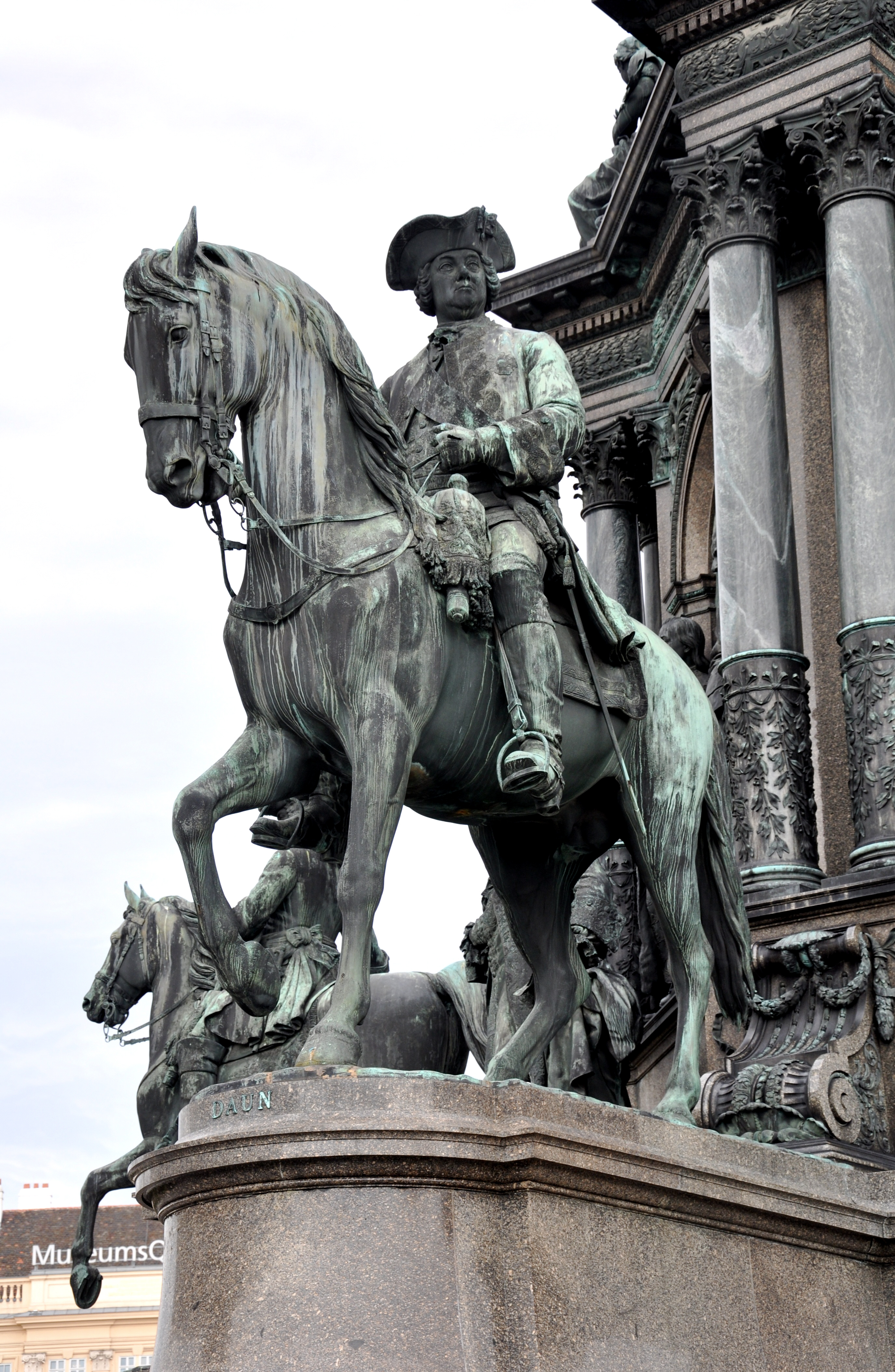
Граф Даун на пам'ятнику Марії Терезії, Відень.
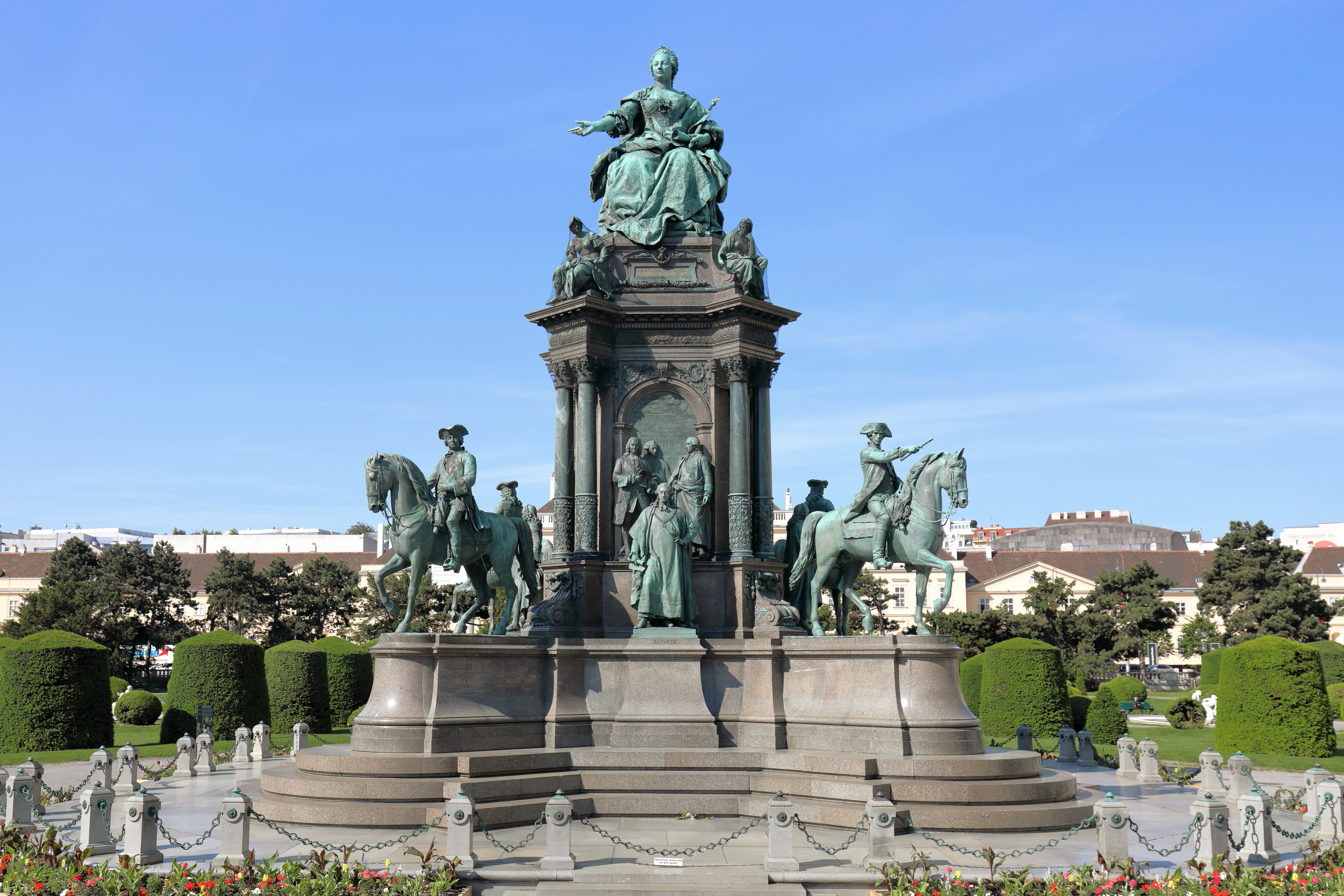
Пам'ятник Марії Терезії, Відень.
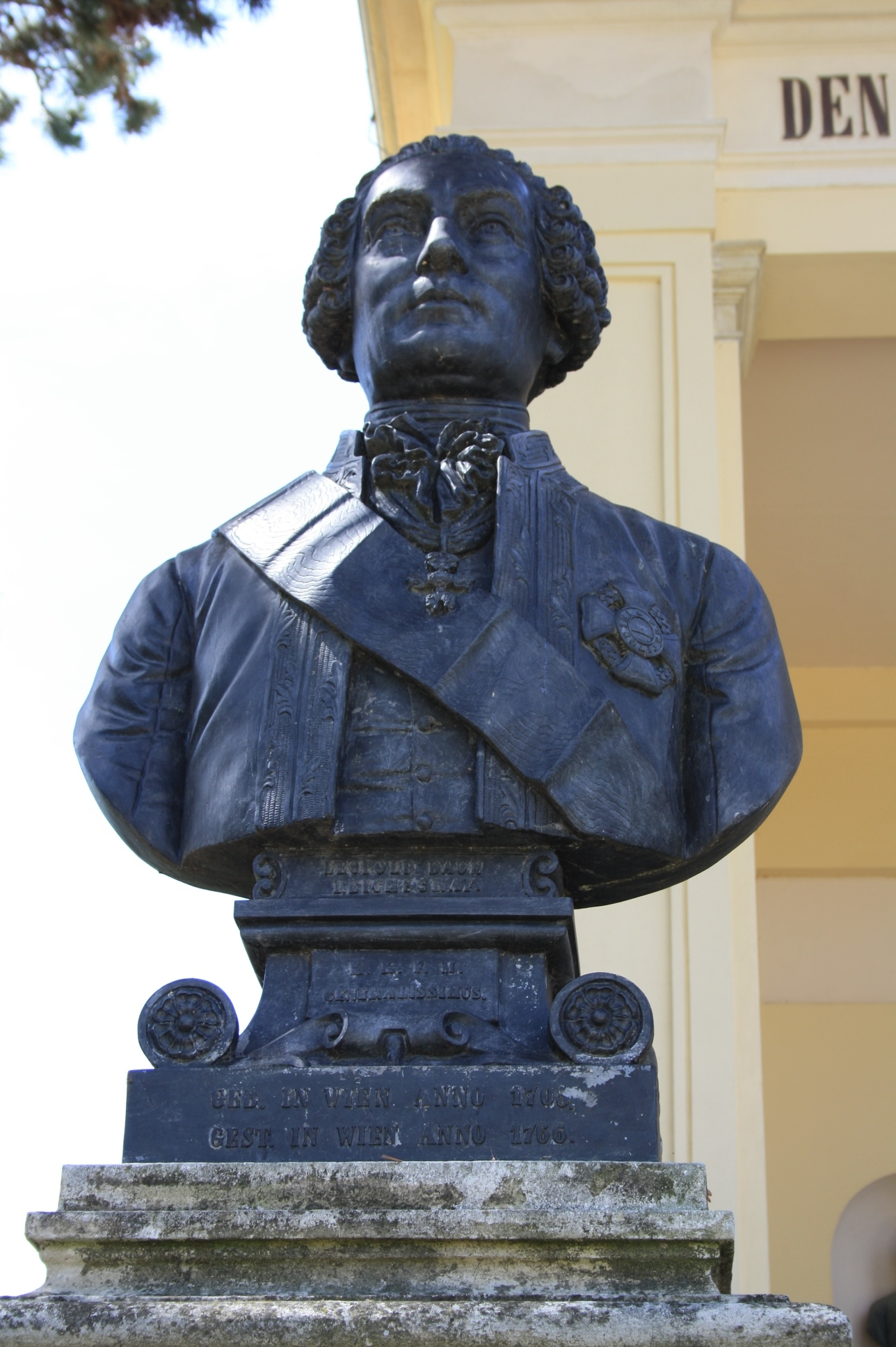
Бюст у меморіалі Гельденберг (Нижня Австрія).
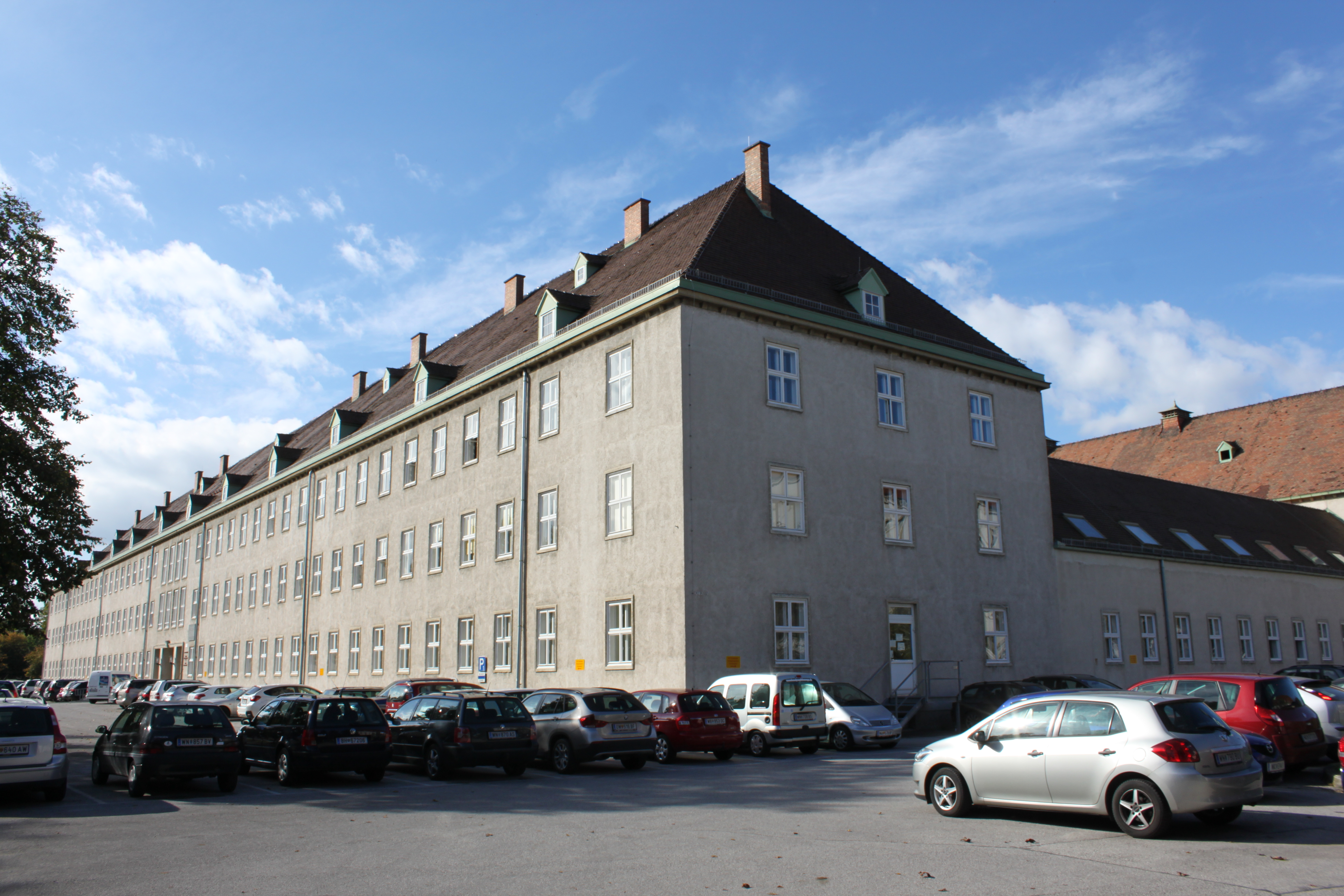
Казарми названі в честь Леопольда Йозефа фон Дауна
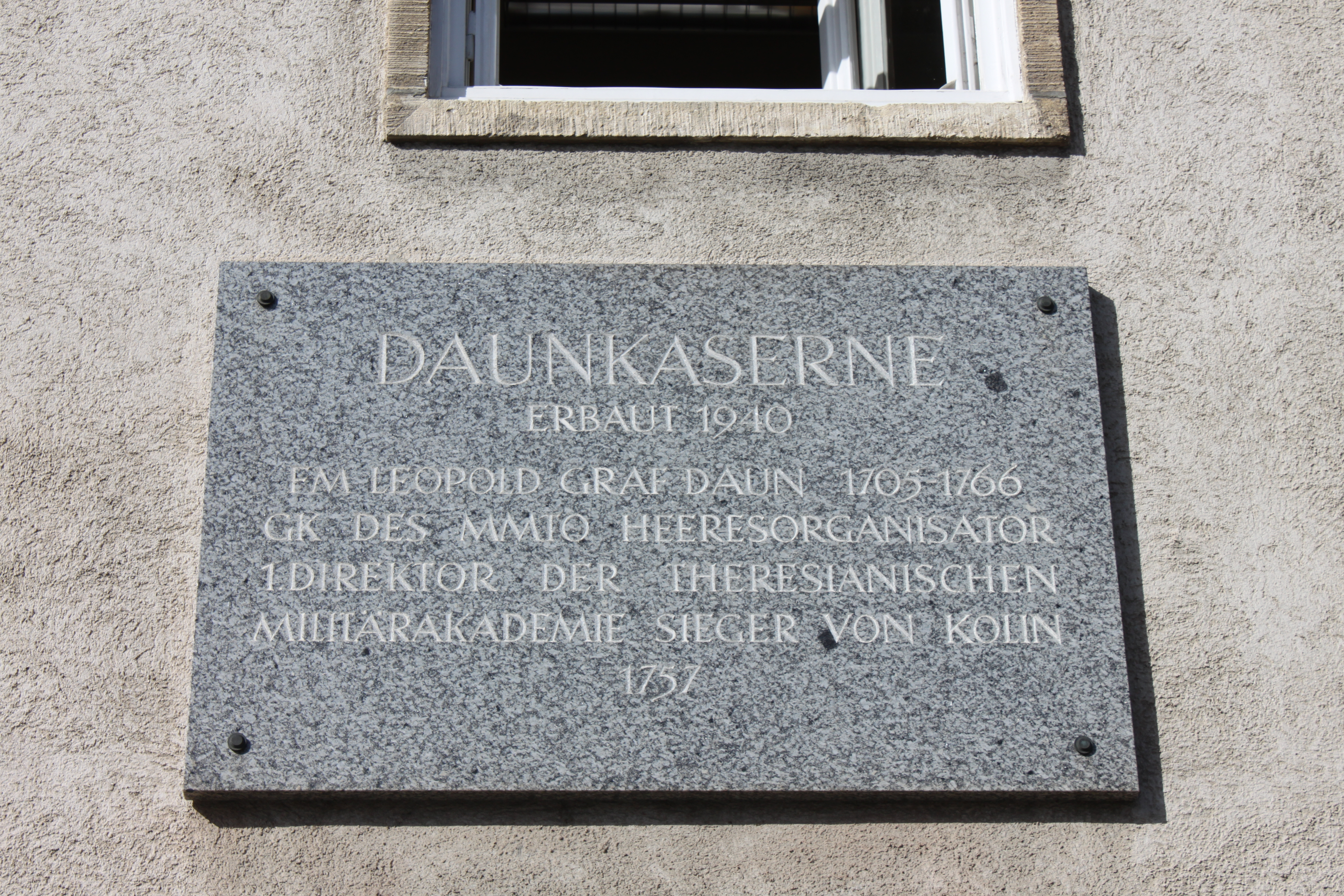
Меморіальна дошка на вході в казарми.